# درختان بزرگ
درختان بزرگ (انگلیسی: The Big Trees) یک فیلم در ژانر درام به کارگردانی فیلیکس ئی. فایست است که در سال ۱۹۵۲ منتشر شد.

## بازیگران
- کرک داگلاس
- ادگار بیوکانان
- چارلز مریدیت
- هری کوردینگ
- الن کوربی
- الن هیل جونیور
- ایو میلر
- جان آرچر
- لین چندلر
- لیلیان باند
- پاتریس ویمور
- روی رابرتس
- فرانک هاگنی